# Jarzmiec jałowcówka
Jarzmiec jałowcówka (Cyphostethus tristriatus) – gatunek pluskwiaka z podrzędu różnoskrzydłych i rodziny puklicowatych. Zamieszkuje zachodnią część Palearktyki. Żeruje na jałowcach, żywotnikach, cyprysikach i cyprysach.

## Taksonomia
Gatunek ten opisany został po raz pierwszy w 1787 roku przez Johana Christiana Fabriciusa pod nazwą Cimex tristriatus. Jako miejsce typowe wskazano włoski Piemont. W 1860 roku umieszczony został przez Franza Xavera Fiebera w nowym rodzaju Cyphostethus (jarzmiec). W 1861 roku Fieber uczynił ten rodzaj monotypowym, stąd gatunkiem typowym został Cimex tristriatus pod podaną w wyniku dokonanej w 1797 roku przez Georga W.F. Panzera błędnej identyfikacji nazwą Cimex lituratus.

## Morfologia

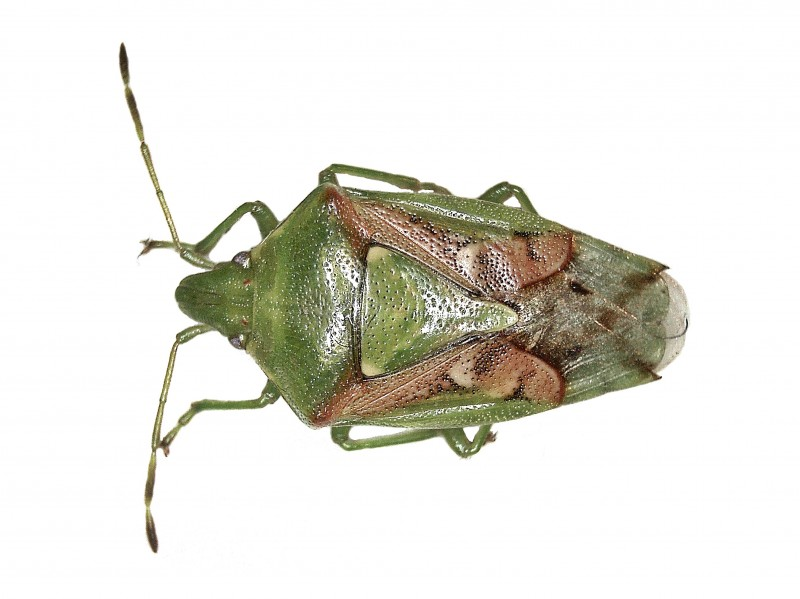
Widok od góry

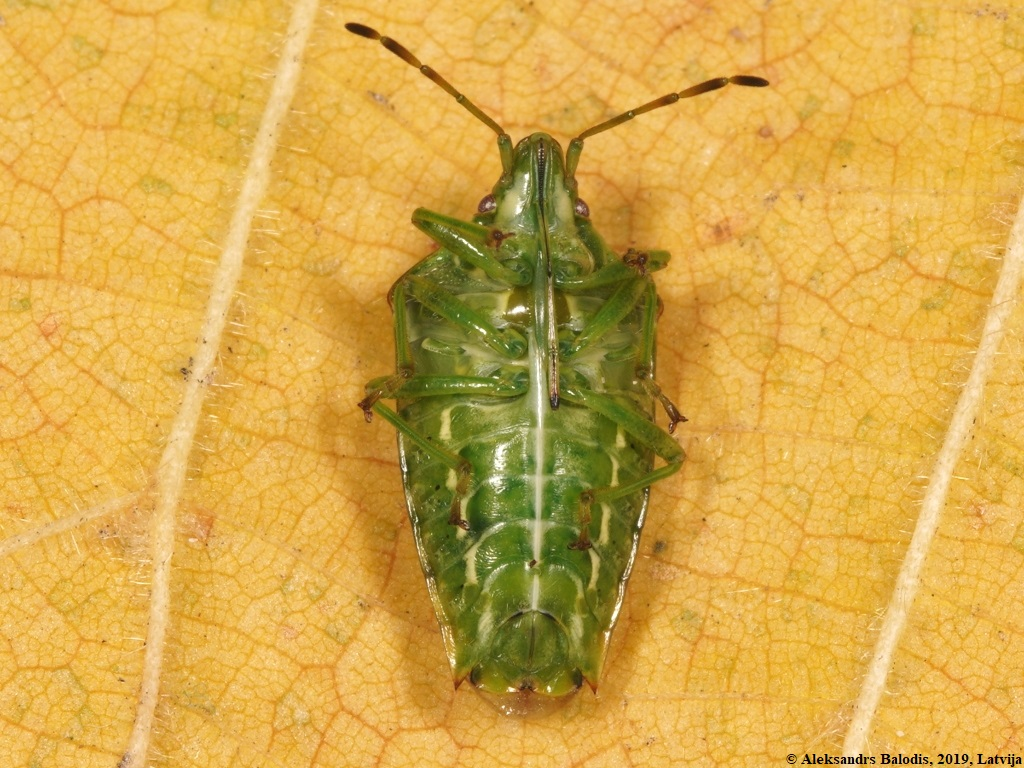
Widok od spodu

Pluskwiak o ciele długości od 8 do 11 mm. Podstawowa jego kolorystyka jest żółtozielona do żółtobrązowej, rzadziej jasnozielona. Czułki mają barwę tła lub są czerwonawe, zwłaszcza dwa ostatnie człony bywają przyciemnione. Często tylno-boczne części przedplecza, a zawsze wewnętrzne i tylne części przykrywki mają barwę malinową do czerwonobrązowej. Zabarwione tak części ciała tworzą wzór w kształcie bumerangu. W ⅔ długości tego wzoru często obecna jest jaśniejsza plama o kształcie mniej więcej półksiężycowatym. Wierzch ciała jest punktowany głównie bezbarwnie, punkty z czarnobrązowym do czarnego zabarwieniem obecne są w kilku grupach przy wewnętrznych i tylnych brzegach przykrywek, a czasem też w tylno-bocznych częściach przedplecza, wokół tarczki oraz tylnej części przykrywki nie objętej czerwonym zabarwieniem. Plama półksiężycowata w ⅔ długości wzoru jest niepunktowana. Zakrywka co najmniej częściowo jest zaciemniona, a często ma parę ciemnobrązowych plam. Odwłok ma listewkę brzeżną jednolicie jasną lub z nieregularnymi ciemniejszymi plamami.
Głowa jest silnie wydłużona, o nadustku pozbawionym wgłębienia na przedzie i trochę dłuższym od policzków, a czułkach z pierwszym członem nie osiągającym jej szczytu. Kąty tylno-boczne przedplecza bywają w różnym stopniu zaokrąglone i co najwyżej bardzo słabo wystają poza zewnętrzne krawędzie półpokryw. Kąty wierzchołkowe przykrywek są zaokrąglone. Środkiem śródpiersia biegnie blaszkowate żeberko, które na przedzie jest wysokie, wyokrąglone i osiąga brzeg przedpiersia, zaś ku tyłowi obniża się i dochodzi do bioder odnóży środkowej pary. Uszka gruczołów zapachowych zatułowia są wydłużone i dochodzą do ¾ odległości między ich ujściami a krawędziami metapleurów. Listewka brzeżna odwłoka jest od góry słabo widoczna. Na trzecim segmencie odwłoka znajduje się kolcowaty wyrostek, również dochodzący do bioder środkowej pary odnóży. U samicy na szóstym i siódmym segmencie odwłoka widoczne są jajowate, przyciemnione zagłębienia ze strukturami gruczołowymi.

## Biologia i ekologia

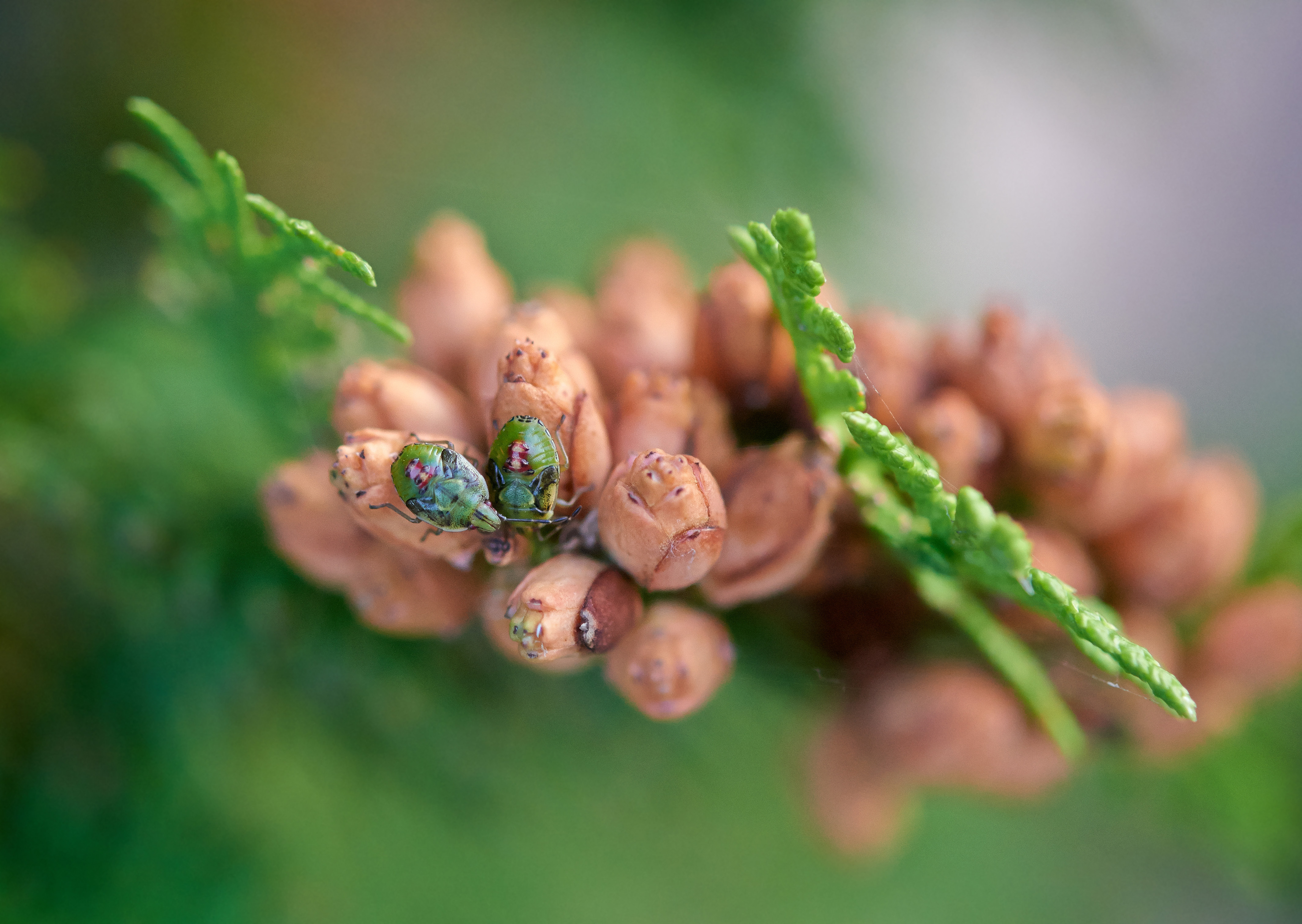
Larwy na żywotniku zachodnim

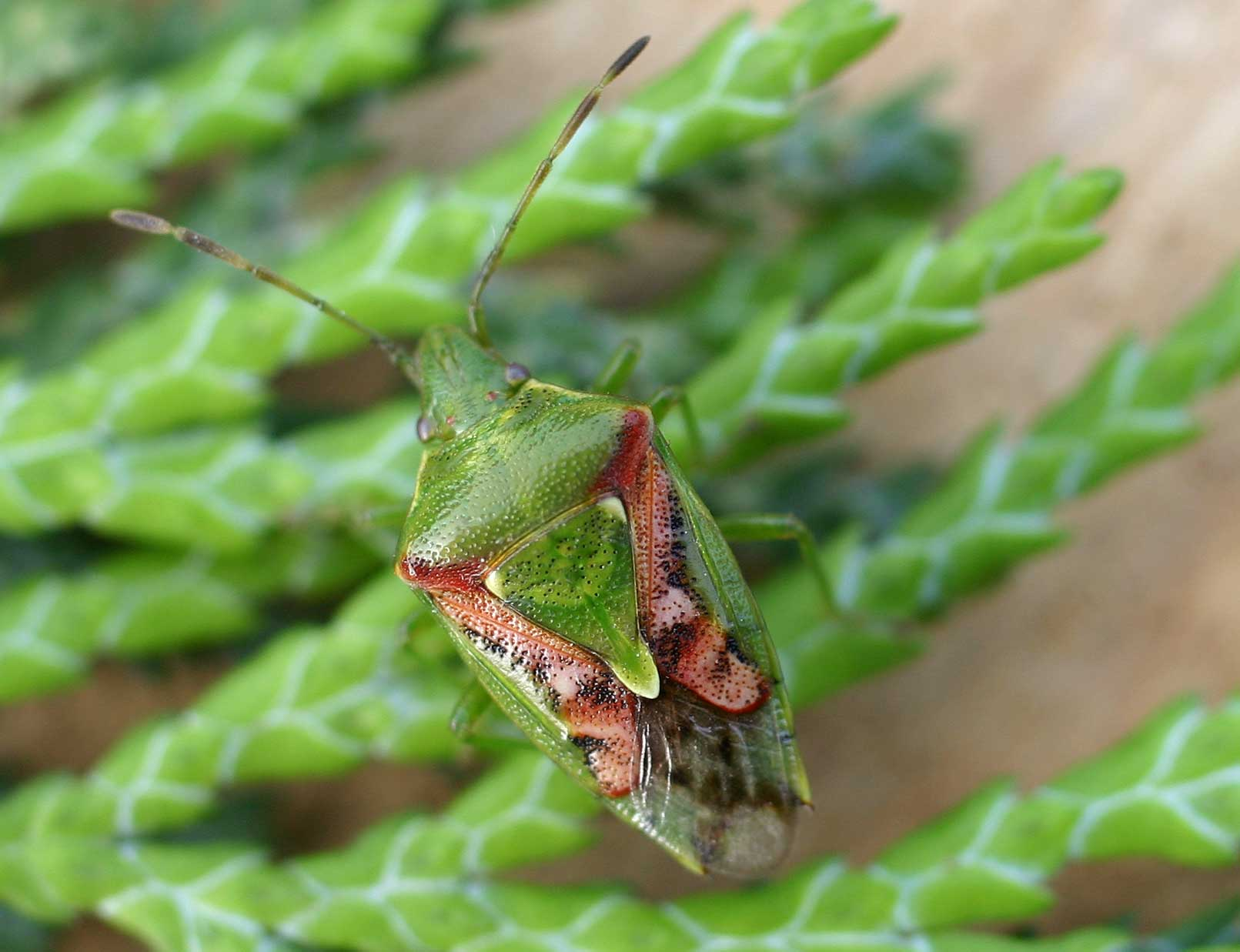
Imago na roślinie żywicielskiej

Owad ten zasiedla lasy, polany, murawy kserotermiczne i ogrody. Zarówno larwy, jak i postacie dorosłe są fitofagami ssącymi, bytującymi przede wszystkim na roślinach pokarmowych. W warunkach naturalnych związane są z jałowcami, w Europie Środkowej z jałowcem pospolitym. W ogrodach i nasadzeniach żerują także na introdukowanych roślinach z rodzajów cyprys, cyprysik, jałowiec i żywotnik (tuja). Chętnie wybierają okazy starsze, gdzie odżywiają się szyszkojagodami. Na igłach żerują tylko osobniki dorosłe.
Postacie dorosłe obserwuje się od wczesnej wiosny do późnej jesieni. Kopulacje i składanie jaj mają miejsce od czerwca do sierpnia. Jaja składane są w licznych małych klastrach na igłach i owocach roślin pokarmowych. Owady dorosłe nowego pokolenia pojawiać się zaczynają w połowie sierpnia lub pod jego koniec. Postacie dorosłe są stadium zimującym. Ich zimowanie odbywa się w skupiskach szyszkojagód, ściółce, mchach lub pod kamieniami.
Do parazytoidów tego gatunku należy Subclytia rotundiventris, muchówka z rodziny rączycowatych.

## Rozprzestrzenienie
Gatunek zachodniopalearktyczny. W Europie znany jest z Portugalii, Hiszpanii, Wielkiej Brytanii (na północ do Szkocji), Francji, Belgii, Holandii, Luksemburga, Niemiec, Szwajcarii, Liechtensteinu, Austrii, Włoch, Danii, Szwecji, Norwegii, Finlandii, Estonii, Łotwy, Litwy, Polski, Czech, Słowacji, Węgier, Białorusi, Ukrainy, Rumunii, Bułgarii, Słowenii, Chorwacji, Bośni i Hercegowiny, Czarnogóry, Serbii, Albanii, Macedonii Północnej, Grecji oraz europejskich części Rosji i Turcji. Na kontynencie tym jest jedynym przedstawicielem rodzaju jarzmiec.
Poza Europą znany jest z Wysp Kanaryjskich, zachodniej Syberii i Bliskiego Wschodu. Ponadto zawleczony został do Nearktyki, do kanadyjskiej Kolumbii Brytyjskiej (odkryty w Vancouver w 2016 roku), gdzie żeruje na żywotniku olbrzymim.
W Polsce do niedawna był gatunkiem nieczęstym, znanym z rozproszonych stanowisk, jednak współcześnie obserwowany jest częściej, zwłaszcza wśród nasadzeń iglaków w ogrodach i miastach